# Панин, Алексей Вячеславович
Алексе́й Вячесла́вович Па́нин (род. 10 сентября 1977, Москва, СССР) — актёр театра, кино и телевидения. Лауреат Государственной премии Российской Федерации (2003).
Как актёр наиболее известен по фильмам «Звезда» Николая Лебедева, «Жмурки» Алексея Балабанова и по телевизионному сериалу «Солдаты».

## Биография
Родился 10 сентября 1977 года в Москве. Его отец работал инженером-механиком в Московском институте теплотехники и умер, когда Алексею исполнилось 20 лет. Мать — Татьяна Борисовна Власова, — работала редактором в издательстве «Наука», скончалась от коронавируса 5 января 2021 года.
В школьные годы занимался водным поло. Играл в театре-студии Вячеслава Спесивцева.

У меня не было выпускного, я поменял штук 10 школ по разным причинам: меня выгоняли, да и я сам уходил.— 
Поступил в РАТИ (ГИТИС) и уже на первом курсе получил приглашение от Глеба Панфилова принять участие в картине «Романовы. Венценосная семья». Из института Панина выгоняли три раза, а затем он ушёл сам, не окончив его.
Эмигрировал в Испанию в 2020 году, купил квартиру в городе Торревьехе на берегу Средиземного моря.
В октябре 2023 года с дочерью переехал в США.

## Личная жизнь
Встречался с актрисами: Екатериной Никитиной, Любовью Зайцевой, Мариной Александровой, Катериной Шпицей, безответно ухаживал за Татьяной Арнтгольц.
С 12 октября 2008 года фактической женой Панина была фотомодель и актриса Юлия Евгеньевна Юдинцева (род. 28 июня 1976), она родила ему дочь Анну. С 2008 года Панин и Юдинцева ведут борьбу за дочь. В 2009 году суд постановил, что дочь будет жить с матерью. Долгое время дочь, вопреки решению суда, жила с отцом и бабушкой. 10 сентября 2014 года Юдинцева забрала дочь из школы и увезла в Санкт-Петербург, где та не посещала школу и получала образование на дому; в январе 2015 года Панин осаждал их укрытие на станции Новый Петергоф, 18 декабря 2015 года он вместе с неизвестными похитил дочь на выходе из школы № 185 и увёз, в связи с чем он и дочь были объявлены в розыск. 12 января 2016 года Панин вернул дочь Юдинцевой, но 14 января 2016 года снова забрал её. В 2017 году суд Владимирской области официально разрешил Панину оставить дочь у себя.
19 апреля 2011 года гинеколог Татьяна Савина родила дочь Марию.
21 апреля 2011 года Ольга Маруженко родила дочь Софию.
С 9 марта 2013 по 15 июля 2014 года Панин был женат на Людмиле Сергеевне Григорьевой.
8 февраля 2013 года в программе «Человек-невидимка» на канале ТВ3 совершил каминг-аут как бисексуал.
Был женат (со 2 декабря 2020) на блогере Еве Тарлакян (род. 25 ноября 1980).

## Скандалы и проблемы с законом
В июне 2013 года, после дебоша, устроенного Паниным в баре гостиницы «Каравелла» города Туапсе, против него было возбуждено дело по части 1 статьи 167 УК РФ — «Умышленное уничтожение чужого имущества».
В августе 2013 года ГУ МВД Украины в Крыму завело в отношении Панина уголовное дело по статье 125 Уголовного кодекса Украины — «Умышленное причинение лёгкого телесного повреждения». Согласно информации из СМИ, Панин попал в ДТП в Крыму, после чего, сделав серию оскорбительных заявлений в адрес Украины и крымских татар, ударил жителя Крыма — водителя автомобиля Chevrolet Aveo. Позже Панин извинился перед крымскими татарами.
В сентябре 2013 года в городе Вязники Владимирской области сотрудниками полиции был составлен протокол по поводу хулиганских действий Панина в ресторане «Вязники». Администрация ресторана обещала подать в суд на актёра для взыскания с него денежных средств за разбитую посуду, зеркало и другие предметы в размере 10 тысяч рублей, но этого сделано не было.
В октябре 2013 года Панин гастролировал в городе Свободный. На него был составлен административный протокол по статье «Мелкое хулиганство». В другом кафе в городе Благовещенске он был доставлен в отделение полиции. Ранее Панин в состоянии алкогольного опьянения разгромил свой номер в гостинице Белогорска, переломал мебель и бегал по коридорам полностью обнажённым. В суде Белогорска, где разбирался случай с погромом в гостинице, Панин был оштрафован и оскорблял сотрудника полиции, который составил рапорт о произошедшем.
9 января 2015 года Панин прибыл в Санкт-Петербург, чтобы разыскать Юлию Юдинцеву, которая после развода и долгого судебного процесса осенью 2014 года увезла с собой их дочь Анну, которой к тому времени исполнилось восемь лет. Панин в течение 4 суток осаждал находящееся на Привокзальной площади Петергофа здание вокзала, требуя разрешить ему встретиться с дочерью. Он спал в своём автомобиле BMW, в осаде ему помогали его друзья, в том числе экс-участник группы «Ленинград» Стас Барецкий. В ночь на 15 января Панин, по своим словам, был избит адвокатом Почуевым при попытке помешать пронести в здание вокзала еду.
По предложению Уполномоченного по делам ребёнка в Санкт-Петербурге Светланы Агапитовой были назначены переговоры между родителями, которые должны были пройти 15 января в здании Санкт-Петербург-Балтийского линейного отдела УМВД России на транспорте рядом с Варшавским вокзалом Санкт-Петербурга. Для этого Юлия Юдинцева и ребёнок были под охраной вывезены из Петергофа. Панин на своём BMW устроил погоню за полицейским кортежем по КАДу и ЗСД. Прибыв к СПб-Балтийскому ЛО на набережной Обводного канала, Панин забаррикадировал проезд на территорию отдела своим BMW и на камеру попросил помощи у «Иосифа Кобзона, Станислава Говорухина и Николая Расторгуева, утверждая, что они позвонят президенту Путину». В это время в помещении отдела сама Анна в присутствии Светланы Агапитовой заявила, что категорически отказывается встречаться с отцом. Аппарат Уполномоченного подыскал в городе специальную кризисную квартиру, куда из Петергофа переехали мать с дочерью, а сам Панин за сопротивление полицейским был задержан и доставлен в дежурную часть; суд назначил ему наказание в виде 10 суток административного ареста. 27 марта за оскорбление сотрудника правоохранительных органов мировой суд приговорил Панина к штрафу в размере 30 тысяч рублей; 7 июля на пересмотре дела ввиду объявленной в честь 70-летия Победы амнистии суд освободил Панина от этого штрафа.
В июне 2015 года Панин в принудительном порядке был доставлен в психиатрическое отделение московской клиники с предварительным диагнозом «острое психотическое состояние». Злоупотреблявший алкоголем актёр вёл себя агрессивно.
24 октября 2016 года на НТВ в ток-шоу «Говорим и показываем» показало эротическое видео: женщина, собака и мужчина, очень похожий на Алексея Панина, но без татуировок на спине. Видео, по мнению актёра, было сделано по заказу матери его дочери Анны.
В 2017 году в интернете появилось видео прогулки Панина по улице в женском нижнем белье. Видео, как утверждает Панин, появилось благодаря матери его дочери.
21 марта 2018 года Гагаринский районный суд Москвы запретил Панину покидать пределы России и управлять транспортными средствами. Сумма долга по алиментам на дочь и штрафам составляла 1,281 миллиона рублей. Панин объяснил задолженность по штрафам отсутствием денег и утверждал, что у него долгое время не было работы, а сам он занимался поисками дочери в Санкт-Петербурге.
В мае 2023 года, на фоне российского вторжения на Украину, Следственный комитет РФ завёл на Панина уголовное дело по части 2 статьи 205.2 УК РФ — «Публичное оправдание терроризма» из-за поста Панина в социальной сети, где он, по данным обвинения, одобрял подрыв Крымского моста.
В ночь на 5 сентября 2023 года Алексей Панин был задержан в Эстонии и отправлен в вытрезвитель за пьяный дебош.
15 февраля 2024 года Гагаринский суд Москвы заочно арестовал Панина по делу «об оправдании терроризма». 26 сентября Второй западный окружной военный суд заочно приговорил актёра к 6 годам колонии общего режима.
29 мая 2024 года Росфинмониторинг включил Алексея Панина в «перечень террористов и экстремистов».

## Взгляды и заявления

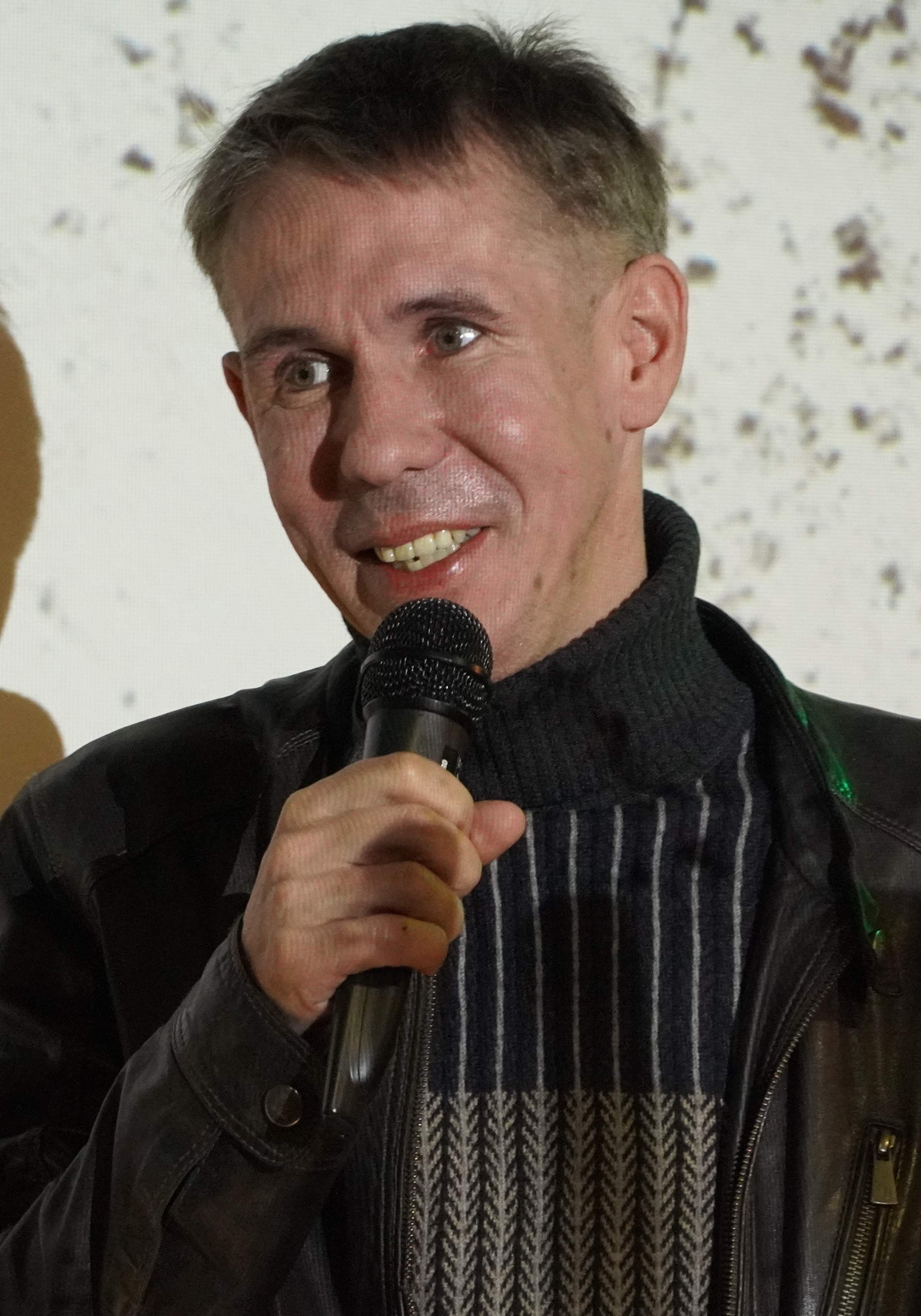

В 2012 году Панин баллотировался в Законодательное собрание Краснодарского края от партии ЛДПР, хотя никогда в ней не состоял.
В 2014 году выступал в поддержку аннексии Крыма Россией и заявлял о необходимости расширения границ России до Одессы, что повлекло за собой обвинения в посягательстве на территориальную целостность и неприкосновенность Украины и конфликт с активистами одесской организации «Совет Общественной безопасности». В июне 2015 года осудил политику украинских властей, добавив, что «с большим удовольствием собственными руками перерезал бы горло» президенту Петру Порошенко, а также сообщил о желании посетить Донбасс и поддержать ДНР и ЛНР. Спустя 5 лет Панин кардинально изменил свою точку зрения по данному вопросу: в 2020 году он заявил, что Россия развязала «эту никому не нужную войну с Украиной».
Панин не раз заявлял о своём положительном отношении к ЛГБТ-сообществу. Актёр раскритиковал царящую, по его мнению, в обществе гомофобию и трансфобию, заявив, что не понимает, «почему надо кого-то осуждать». Панин не видит ничего плохого в гомосексуальности и считает, что нельзя говорить о ней, как о «нетрадиционной» сексуальной ориентации. По его мнению, обществу нужно избавляться от стереотипов и предрассудков: 

Многие из нас даже постесняются вслух сказать о своих фантазиях, желаниях, потому что общество так привыкло, потому что есть, как бы, общепринятые моральные рамки. Господа! Давайте не делать друг другу плохо, давайте воспитывать своих детей хорошо, а мы, взрослые люди, будем делать то, что нам хочется. Я вообще в плане секса вот никого осуждать никогда в жизни не хочу и не буду.— «Говорим и показываем». Ток-шоу c Леонидом Закошанским
В 2017 году Панин снялся в предвыборном ролике кандидата в депутаты Курского городского собрания от «Единой России» Вячеслава Емельянова. По словам Панина, ему сообщили, что Емельянов — хороший бизнесмен. По завершении съёмок Панин попросил выплатить ему гонорар, но ничего не получил; после этого он выступил в СМИ, заявив, что получил от жителей Курска информацию, согласно которой Емельянов «никакой не порядочный человек, а человек, сидевший или судимый», и что тот покупает голоса избирателей за деньги или водку.
Осенью 2017 года Панин в комедийном YouTube-шоу «Хайповости» заявлял о своём намерении принять участие в президентских выборах 2018 года.
В 2023 году Панин решился на аутинг, заявив о якобы гомосексуальной ориентации Виктора Сухорукова и Филиппа Киркорова (намекнув на то, что с последним имела связь ЛГБТ-ориентированная актриса Татьяна Ларина). Актёр Виктор Сухоруков назвал чушью обвинения в нетрадиционной сексуальной ориентации. Личный адвокат Киркорова — юрист Александр Добровинский опроверг гомосексуальную ориентацию Киркорова. По его словам, Панин живёт в Испании и подавать на него в суд бесполезно. Добровинский заявил, что посоветует Киркорову не подавать на него в суд.

## Творчество

### Фильмография

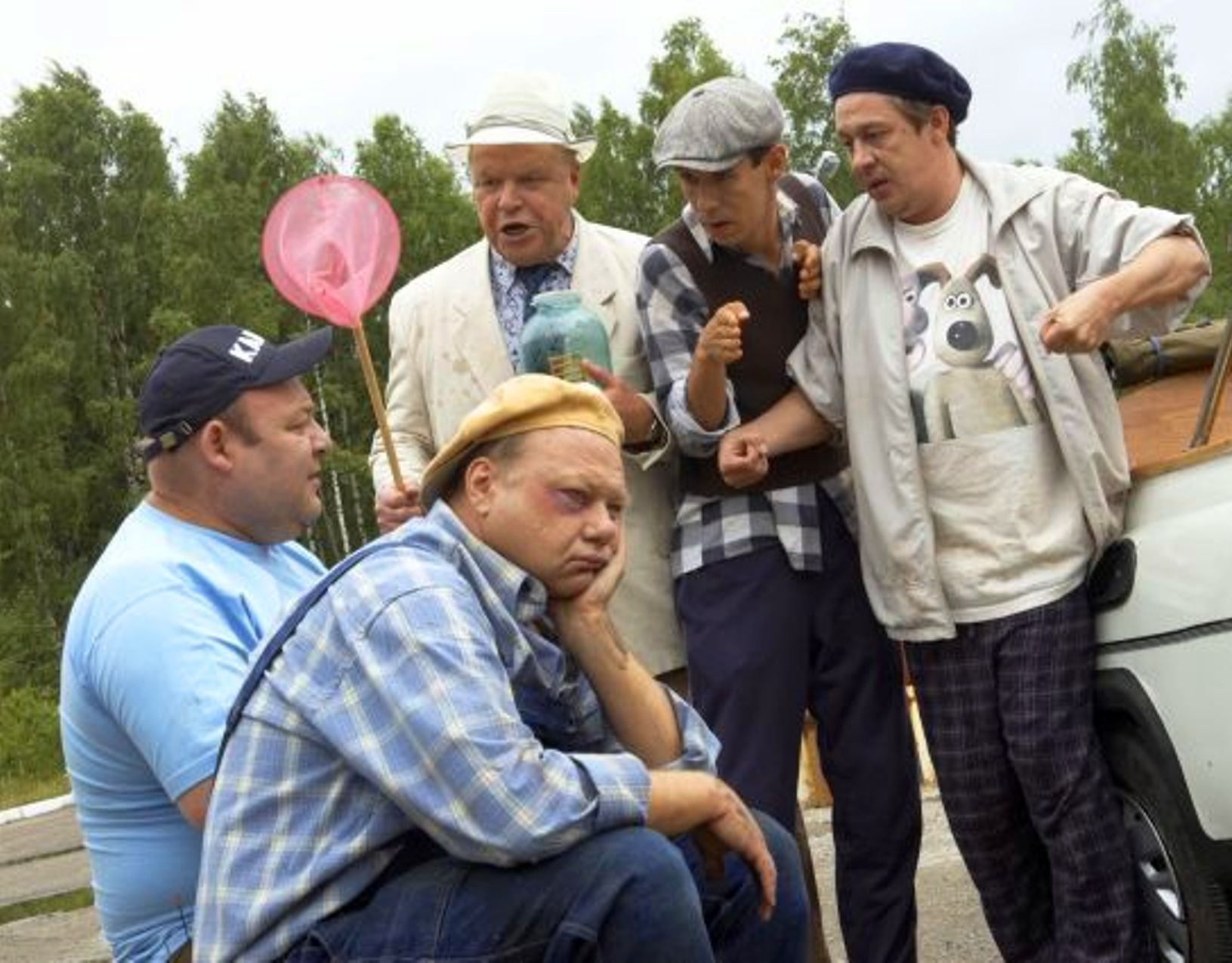
На съёмках кинокомедии «Святое дело» (2006). Панин стоит в центре

- 1998 — Кто, если не мы — милиционер
- 2000 — Простые истины — Диджей (61-я серия)
- 2000 — ДМБ — Пыса
- 2000 — ДМБ-002 — Пыса
- 2000 — Романовы. Венценосная семья — эпизод
- 2000 — Граница. Таёжный роман — рядовой Жигулин
- 2001 — Два товарища — Козуб, хулиган
- 2001 — В августе 44-го… — шофёр Борискин
- 2001 — Даун Хаус — Ипполит
- 2001 — Next — сотрудник автосалона
- 2001 — Дальнобойщики — Чибис
- 2001 — ДМБ-003 — Пыса
- 2001 — ДМБ-004 — Пыса
- 2001 — ДМБ: Снова в бою — Пыса
- 2001 — Дракоша и компания — Угольков
- 2001 — Сдвинутый — сын Маруси
- 2001 — Семейные тайны — охранник
- 2002 — Звезда — сержант Мамочкин
- 2002 — Приключения мага — Эдик
- 2003 — Жизнь кувырком — Гусь
- 2003 — Инструктор — Максим
- 2003 — Даже не думай! — Белый
- 2003 — Каменская 3. Эпизод «Стилист» — один из похищенных ребят, которых держат в подвале на даче
- 2003 — Как бы не так — Володя
- 2003 — Ребята из нашего города — Мамочкин
- 2003 — Убить вечер — лейтенант
- 2004 — Ералаш (Серия № 170) — музыкант
- 2004 — Тимур и его коммандос — Колян
- 2004 — Даже не думай 2: Тень независимости — Белый
- 2004 — Чудеса в Решетове — Пётр, участковый
- 2004 — Изгнанник — хозяин квартиры
- 2004 — Четыре таксиста и собака — Мачо
- 2004 — Ночь светла — Дмитрий
- 2004 — О любви в любую погоду — метеоролог Пёрушкин
- 2004 — Кадеты — сержант Лютиков
- 2004 — Барабашка
- 2004 — Узкий мост
- 2005 — Охота на асфальте — «Ерёма»
- 2005 — Призвание — Дмитрий Ткач
- 2005 — Феномен — Шуруп
- 2005 — Жмурки — Сергей / Лёшик (дубляж роли Сергея Глазунова)
- 2005 — Всё начинается с любви
- 2005 — Это всё цветочки… — Андрей Кузнецов
- 2005 — Любовь и золото — Алексей Николаевич
- 2005 — На белом катере — Андрей Шутенко
- 2006 — Четыре таксиста и собака 2 — Мачо
- 2006 — Солдаты 7 — капитан Дубин
- 2006 — Солдаты 9 — капитан Дубин
- 2006 — Солдаты 10 — капитан Дубин
- 2006 — И всё-таки я люблю — Эдик
- 2006 — Девочки
- 2006 — Московская история — Иван Копытов (Коп)
- 2006 — Солдаты 11 — капитан Дубин
- 2006 — Театральный капкан — Миша Вербицкий
- 2007 — Ангел-хранитель — Гранит
- 2007 — Неваляшка — Леопольд
- 2007 — Май — браток
- 2007 — Святое дело — принудительнолечащийся
- 2007 — Объявлены в розыск — Лёха Шорохов
- 2008 — Девять апельсинов — Серёга Кошкин
- 2008 — Мираж — Толик
- 2008 — Приговор — Николай Николаевич
- 2008 — Невинные создания — Миша, учитель
- 2008 — От любви до кохання — Влад Хапилов, брат Стаса
- 2009 — Мальчик и девочка — Стас
- 2009 — О, счастливчик! — Худой
- 2009 — Стая — «Василёк»
- 2009 — Артефакт — аферист на дороге
- 2009 — Самый лучший фильм 2 — камео
- 2009 — Ночь бойца — охранник Боря
- 2009 — …И была война — лейтенант
- 2010 — Человек с бульвара Капуцинок — Костик, местный сутенёр
- 2010 — Однажды в милиции — капитан Дмитрий Блок
- 2010 — На измене — официант в гостинице
- 2010 — Сивый мерин — лейтенант Яшин, оперативник
- 2010 — Рысь — эпизод
- 2010 — Залезь на Луну — квартирант
- 2010 — Детективное агентство «Иван да Марья» — Колян
- 2010 — Банды — Жора
- 2010 — Грозное время — Борис Годунов
- 2011 — Мелодия любви — Дмитрий
- 2011 — Варенье из сакуры — Щеглов, приятель Воронцова
- 2011 — Крутые берега — Григорий Рудаков
- 2011 — Треск — красноармеец
- 2011 — Расплата за любовь — Семён
- 2012 — Холостяк — киллер 1
- 2012 — Осенний лист — Толя
- 2012 — Шпион — главарь хулиганов
- 2013 — Кукушечка — Сашок
- 2013 — Кукушён
- 2013 — Равновесие — Паук
- 2013 — Неформат — гость программы Владимир

- 2014 — Гена Бетон — старший опер
- 2014 — Здрастье, я ваш папа! — Беня, друг Иннокентия
- 2015 — Душа шпиона — Джонсон
- 2016 — Капитан полиции метро — Опарин
- 2021 — Экипаж 314 — Панин (актёр)
- 2021 — Джигалоу — майор
- 2023 — Пресловутое поколение: Зелёный слоник 2 — кинокритик

### Театральные работы
- «Неаполитанские страсти» (Миллениум)
- «Шашни старого козла» (Миллениум)
- «Женихи» (Московский независимый театр)
- «Вий» (Московский независимый театр)
- «Цветок кактуса» (Миллениум)
- «Криминальный дуэт» (Миллениум)[80]

### Интернет-проекты
- 2017 — Хайповости[81] — ведущий
- 2024 — Деньги не пахнут — камео[82]

### Съёмка в клипах
- 2002 — Каста — Про Макса
- 2004 — Жасмин — Самый любимый
- 2005 — Иван Бреусов) (с участием Макпал Исабековой) — Сердце, скажи
- 2009 — Tori Joy — Только не влюбись
- 2012 — Ирина Билык — Мы будем вместе (новая версия)[83]
- 2013 — Андрей Ковалёв — Дорожная
- 2017 — Стас Костюшкин — Опа! Анапа
- 2017 — Стас Костюшкин — Факты

## Бои
«Наше дело»
| Соперник         | Дата выхода   | Результат | Прим.  |
| ---------------- | ------------- | --------- | ------ |
| Никита Пресняков | 6 января 2022 | Поражение | [ 84 ] |

## Награды
- Государственная премия Российской Федерации 2002 года за художественный фильм «Звезда» (2002)[85]